# Marguerite Gautier-van Berchem
Marguerite Gautier-van Berchem (* 11. April 1892 als Marguerite Augusta Berthout van Berchem, bekannt als Marguerite van Berchem, in Genf; † 23. Januar 1984 ebenda) war eine Schweizer humanitäre Aktivistin beim Internationalen Komitee vom Roten Kreuz (IKRK) sowie Archäologin und Kunsthistorikerin aus einer prominenten Genfer Patrizierfamilie.
Bereits als junge Frau leitete van Berchem während des Ersten Weltkrieges in der Internationalen Zentralstelle für Kriegsgefangene (IPWA) des IKRK den für das Deutsche Reich zuständigen Dienst. Im Zweiten Weltkrieg gründete sie in der Nachfolgeorganisation der IPWA eine Abteilung für die Kriegsgefangenen aus den französischen Kolonien und leitete zudem die über die Schweiz verteilten Freiwilligensektionen der Agentur. Von 1951 an war sie Mitglied der IKRK-Versammlung und ab 1969 deren Ehrenmitglied. Als eine der ersten Frauen in führenden IKRK-Positionen trug Gautier-van Berchem somit dazu bei, der Gleichberechtigung aller Geschlechter in der Organisation – die ihrerseits historisch eine Pionierin des humanitären Völkerrechts ist – den Weg zu ebnen.
Daneben arbeitete sie als Privatgelehrte zunächst zu frühchristlichen Mosaiken, vor allem in Italien, und spezialisierte sich dann auf frühislamische Kunst. Mit ihren eigenen Forschungen und der Etablierung einer Stiftung setzte sie das Werk ihres Vaters Max van Berchem fort, der als Begründer der arabischen Epigraphik in der westlichen Welt gilt.

## Leben

### Familiärer Hintergrund und Ausbildung

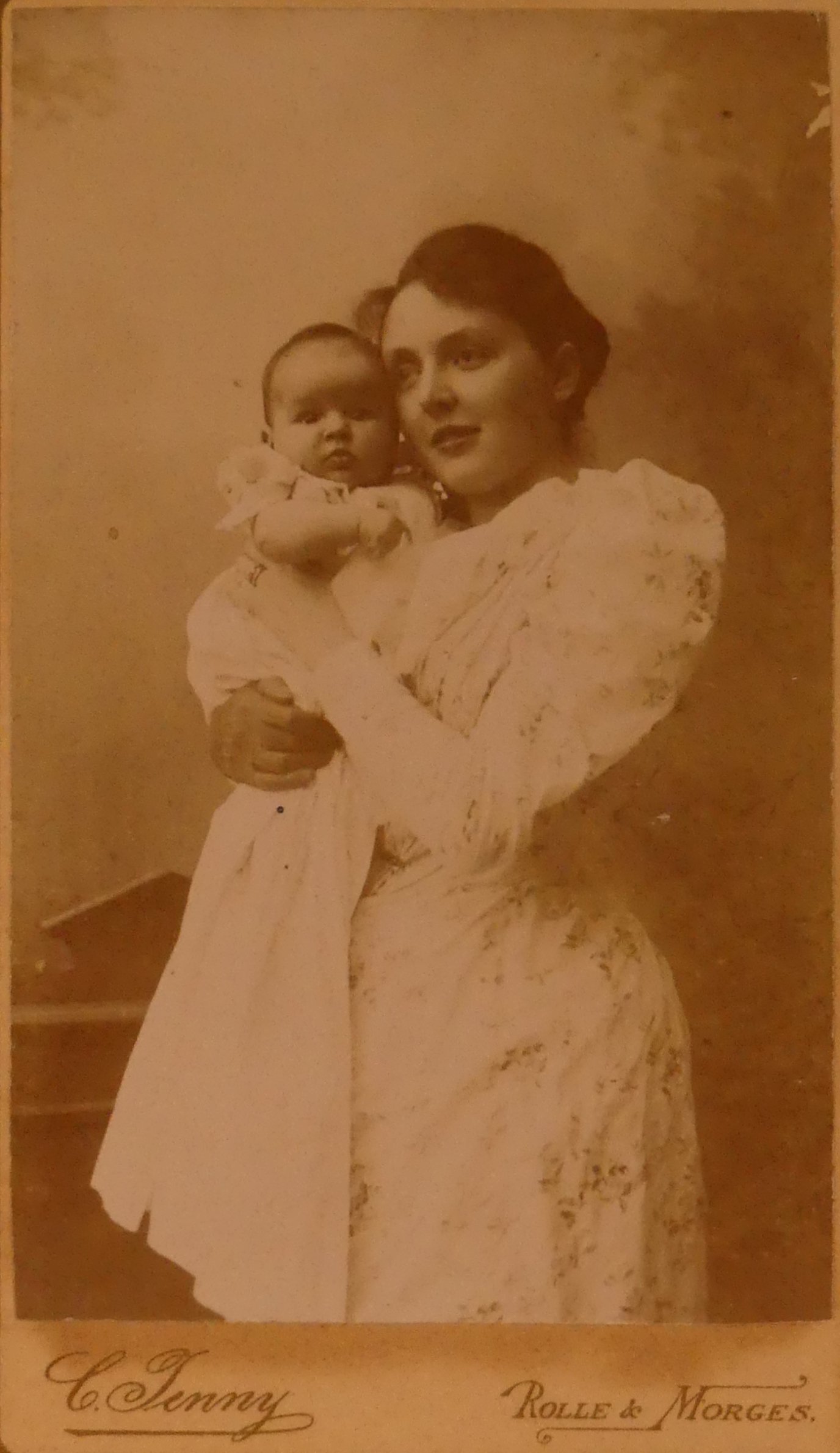
Marguerite im Alter von drei Monaten auf dem Arm ihrer Mutter

Gautier-van Berchem stammte aus einer flämischen Dynastie im damaligen Herzogtum Brabant. Die Wurzeln des Adelshauses lassen sich bis ins 11. Jahrhundert zurückverfolgen. Als einziger Zweig der Familie hat bis heute derjenige überlebt, der während der Reformation zum Protestantismus konvertierte und 1544 mit David Joris, einer führenden Persönlichkeit des enthusiastischen Flügels der Täuferbewegung, nach Basel auswanderte.
Dieser Teil der van Berchem siedelte sich nach weiteren Ortswechseln um 1764/65 in der heutigen Romandie an, dem Französisch-sprachigen Westen der Schweiz, und erlangte 1816 das Bürgerrecht der Republik und des Kantons Genf. Die Familie kam dort zu einem großen Vermögen, vor allem durch Heiratsverbindungen mit anderen Patrizierfamilien wie den Saladin und Sarasin. Eine «mögliche Verwandtschaft» mit dem ansonsten erloschenen Adelsgeschlecht Berthout führte dazu, dass der Schweizer Zweig der van Berchem seit dem 18. Jahrhundert diesen Namen noch zusätzlich führte.
Marguerites Großeltern väterlicherseits waren die Rentiers Alexandre van Berchem (1836–1872), der das Schloss Château de Crans in Crans-près-Céligny von seiner aus der Saladin-Familie stammenden Mutter erbte, und Mathilde (geborene Sarasin,  1838–1917), die das Schloss Château des Bois (auch Turretin genannt) in Satigny erbte.  Die Tatsache, dass beide auf dem Cimetière des Rois ("Friedhof der Könige"), dem Genfer "Panthéon" in Plainpalais, begraben sind, illustriert das Prestige, das sie in der Gesellschaftsordnung der Stadt genossen: Sie gehörten der patrizischen Klasse an, die sich zum Ende des 19. Jahrhunderts dem Bankwesen und der Philanthropie zuwandte, nachdem sie den quasi-automatischen Zugang zu den Regierungsämtern verloren hatte.
Marguerites Vater war der Orientalist Max van Berchem (1863–1921), der sich auf islamische Archäologie spezialisiert hatte und mehrere Forschungsreisen nach Ägypten, Palästina und Syrien unternahm. Er initiierte das kollaborative Projekt, mit dem Corpus inscriptionum arabicarum eine umfassende Sammlung arabischer Schriften zu erstellen, und gilt daher als Begründer der arabischen Epigraphik in der westlichen Welt.
Am 11. Juni 1891 heiratete Max van Berchem die 1869 geborene Lucile Élisabeth Frossard de Saugy. Ihre beiden Großväter hatten am bayerischen Königshof gedient. Im Winter 1892/93 unternahmen Marguerites Eltern zusammen eine mehrmonatige Reise nach Ägypten, Palästina und Syrien, aber es ist unklar, ob sie ihr Baby dorthin mitnahmen. Tragischerweise starb Élisabeth am 2. Juni 1893 kurz nach ihrer Rückkehr in Satigny, als Marguerite gerade einmal ein Jahr alt war.
Am 25. März 1896 heiratete Max van Berchem die knapp zehn Jahre jüngere Alice Naville, mit der er noch sechs Kinder hatte. Ihr Vater Albert (1841–1912) war Geschichtslehrer und entstammte der zweitältesten Familie von Genf, in die auch Max van Berchems Bruder Victor eingeheiratet hatte. Alices Mutter kam aus einem anderen prominenten Geschlecht der Stadt, der wegen ihrer Theologen berühmten Familie der Turrettini. Der wiederverheiratete Witwer und Marguerites Stiefmutter hatten noch sechs weitere Kinder: fünf Mädchen und einen Jungen. In den umfangreich überlieferten Briefkorrespondenzen Max van Berchems, der immer wieder an Depressionen litt, war allerdings Marguerite das einzige seiner sieben Kinder, dem er größere Beachtung schenkte.
Marguerite van Berchem wuchs in einem der beiden Schlösser der Familie auf, dem Château de Crans, das von einem Weinberg aus den Genfersee überblickt. Dorthin lud ihr Vater regelmäßig berühmte Gelehrte seiner Zeit ein. Dank ihres privilegierten Hintergrundes konnte sie schließlich an der École du Louvre in Paris studieren.
Anfang 1912 plante Max van Berchem, in den Nahen Osten zu reisen und Marguerite mitzunehmen. Sein Freund Halil Edhem, der der Generaldirektor des Archäologischen Museums Istanbul war, riet ihm allerdings davon ab, weil die Strapazen wegen des Mangels an Hotels zu anstrengend für Marguerite wären. Ihr Vater folgte der Empfehlung, sagte die Reise schließlich aber auch für sich selber ab.

### Erster Weltkrieg

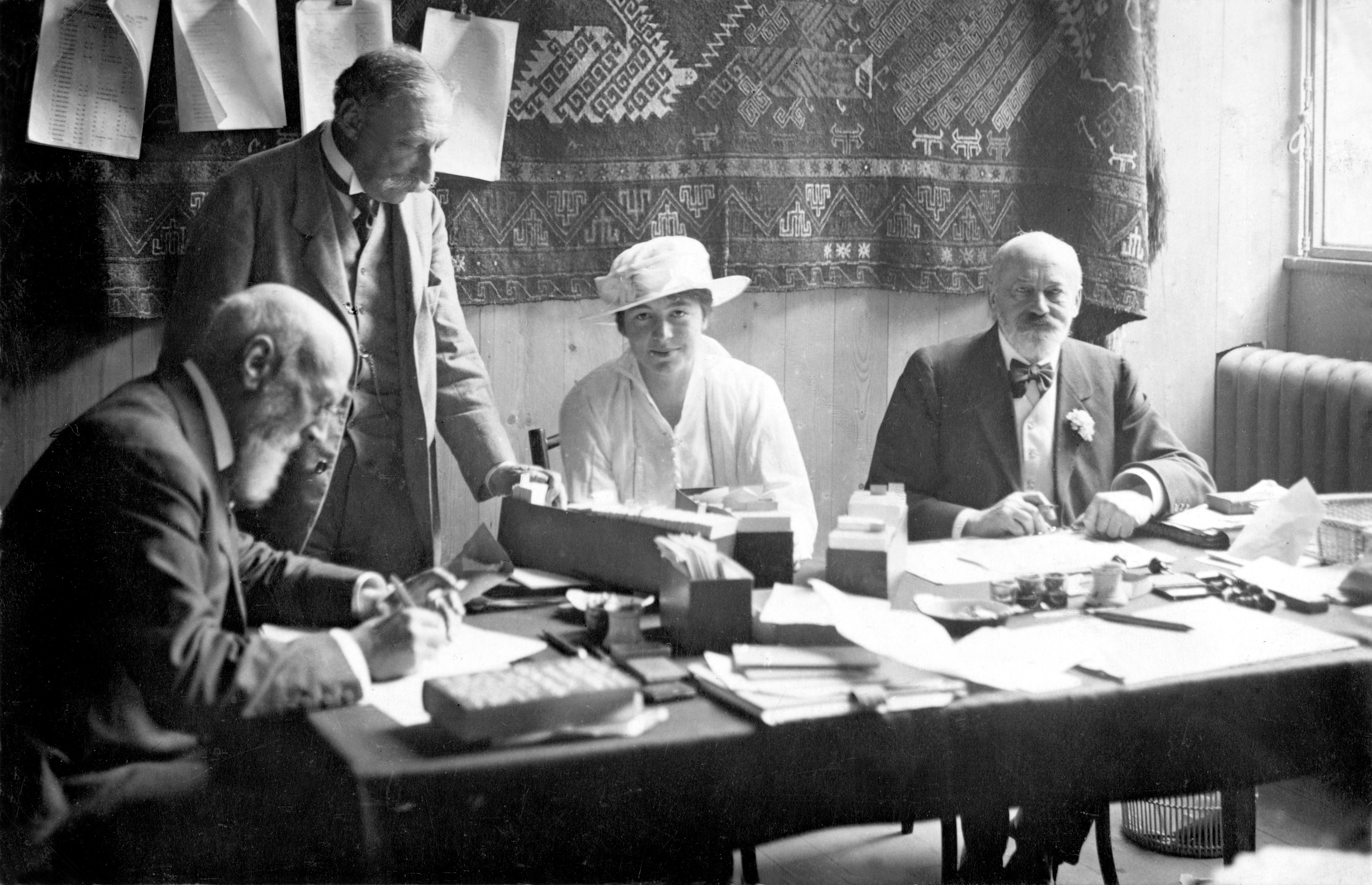
Van Berchem im Musée Rath mit Adolphe Chenevière, Emile Ador und Léopold Favre (von links) – aus den Sammlungen des IKRK-Archivs

Kurz nach dem Ausbruch des Ersten Weltkrieges im Juli 1914 gründete das IKRK unter seinem Präsident Gustave Ador die Internationale Zentralstelle für Kriegsgefangene (IPWA), um das Schicksal und den Aufenthalt von Kriegsgefangenen nachzuverfolgen und den Kontakt mit ihren Familien wiederherzustellen. Der österreichische Schriftsteller und Pazifist Stefan Zweig schilderte die Lage am Genfer Hauptsitz des IKRK wie folgt:
«Kaum daß die ersten Schlachten geschlagen sind, gellen schon die Schreie der Angst aus allen Ländern in die Schweiz hinüber. Die Tausende, denen Botschaft von ihren Gatten, Vätern und Söhnen auf den Schlachtfeldern fehlt, breiten verzweifelt die Arme ins Leere: Hunderte, Tausende, Zehntausende von Briefen und Telegrammen prasseln nieder in das kleine Haus des Roten Kreuzes in Genf, die einzige internationale Bindungsstätte der Nationen. Wie Sturmvögel kamen die ersten Anfragen nach Vermißten, dann wurde es selbst ein Sturm, ein Meer: in dicken Säcken schleppten die Boten die Tausende und Abertausende geschriebener Angstrufe herein. Und nichts war solchem Dammbruch des irdischen Elends bereitet: das Rote Kreuz hatte keine Räume, keine Organisation, kein System und vor allem keine Helfer.»
Bereits am Ende des Jahres arbeiteten rund 1.200 Freiwillige in den Räumlichkeiten des Genfer Kunstmuseums Musée Rath, darunter als einer der ersten der französische Schriftsteller und Pazifist Romain Rolland. Als er den Nobelpreis für Literatur für 1915 erhielt, spendete er die Hälfte des Preisgeldes an die Zentralstelle. Die meisten der Freiwilligen waren indessen junge Frauen. Einige von ihnen – etwa Marguerite Cramer  und Suzanne Ferrière – stammten aus prominenten Genfer Patrizierfamilien und kamen zur IPWA durch männliche Verwandte, die hohe Positionen im bis dahin noch ausschließlich von Männern geführten IKRK innehatten.
Zu dieser Gruppe gehörte auch Marguerite van Berchem, die ebenfalls von Anfang an dabei war und offensichtlich über Édouard Naville an ihr Engagement gelangte. Der Ägyptologe war der Leiter der Zentralstelle und zugleich Schwiegervater von Marguerites Onkel Victor van Berchem.  Naville war seit 1898 Mitglied des IKRK, wurde 1915 zu dessen Vizepräsident gewählt und amtierte ab 1917 auch als Interimspräsident, nachdem Ador zum Bundesrat gewählt worden war. Victor van Berchem unterstützte seinen Schwiegervater bei Inspektionsbesuchen in britischen Kriegsgefangenenlagern.
Marguerite van Berchem arbeitete zunächst im Sonderdienst für Telegramme, im Recherchedienst und in der Abteilung für vermisste Personen. Sie widmete sich diesen Aufgaben «selbstlos» und wurde bald zur Leiterin des für Deutschland zuständigen Dienstes ernannt, wo sie sich einen Ruf als geschickte und effiziente Macherin erwarb. Mit diesem Beitrag hatte sie Anteil am Friedensnobelpreis, den das IKRK 1917 erhielt – den einzigen, den das Norwegische Nobelkomitee während des Ersten Weltkrieges vergab.
Insgesamt erstellten die Freiwilligen der Zentralstelle in den vier Kriegsjahren rund 7 Millionen Karteikarten, um die Schicksale von zweieinhalb Millionen Kriegsgefangenen nachzuzeichnen. Sie übermittelten rund 20 Millionen Briefe und Mitteilungen, 1,9 Millionen Pakete sowie Geldspenden in Höhe von 18 Millionen Schweizer Franken an Kriegsgefangene aller beteiligten Staaten. Darüber hinaus vermittelte das IKRK den Austausch von rund 200.000 Gefangenen.

### Zwischen den Weltkriegen

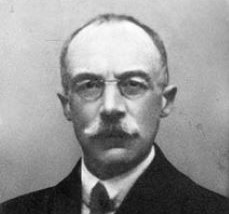
Max van Berchem

Nach dem Ende des Ersten Weltkrieges wandte sich van Berchem wieder verstärkt der Wissenschaft zu. Dies umso mehr, da sie Anfang 1921 nach dem frühen Tod ihrer Mutter einen weiteren Schicksalsschlag erlitt, als ihr Vater mit nur 58 Jahren nach der Rückkehr von einer Ägyptenreise starb. In der Folge setzte sie seine Arbeit auf verschiedene Weisen und eigenem Weg fort. Offenbar gemäß seinen Wünschen richtete sie ihren Schwerpunkt zunächst auf die Erforschung von Mosaiken:
1924 veröffentlichte sie aufgrund eigener Untersuchungen, vor allem in Italien, ein Buch über christliche Mosaike aus der Zeit zwischen dem 4. und 10. Jahrhundert. Das Werk enthielt Zeichnungen ihrer jüngeren Halbschwester Marcelle und war eine Zusammenarbeit mit dem Archivar und Paläografen Étienne Clouzot (1881–1944), der Direktor einer der Entente-Abteilungen der Zentralstelle gewesen war. Er war auch Kolumnist der liberalen Tageszeitung Journal de Genève, die 1859 einen anonymen Bericht von Henri Dunant über die Schlacht von Solferino veröffentlicht und damit maßgeblich zur Gründung des IKRK beigetragen hatte, was einmal mehr die enge Verflochtenheit der Genfer Patrizierfamilien auf privat-persönlicher wie öffentlich-institutioneller Ebene illustriert.

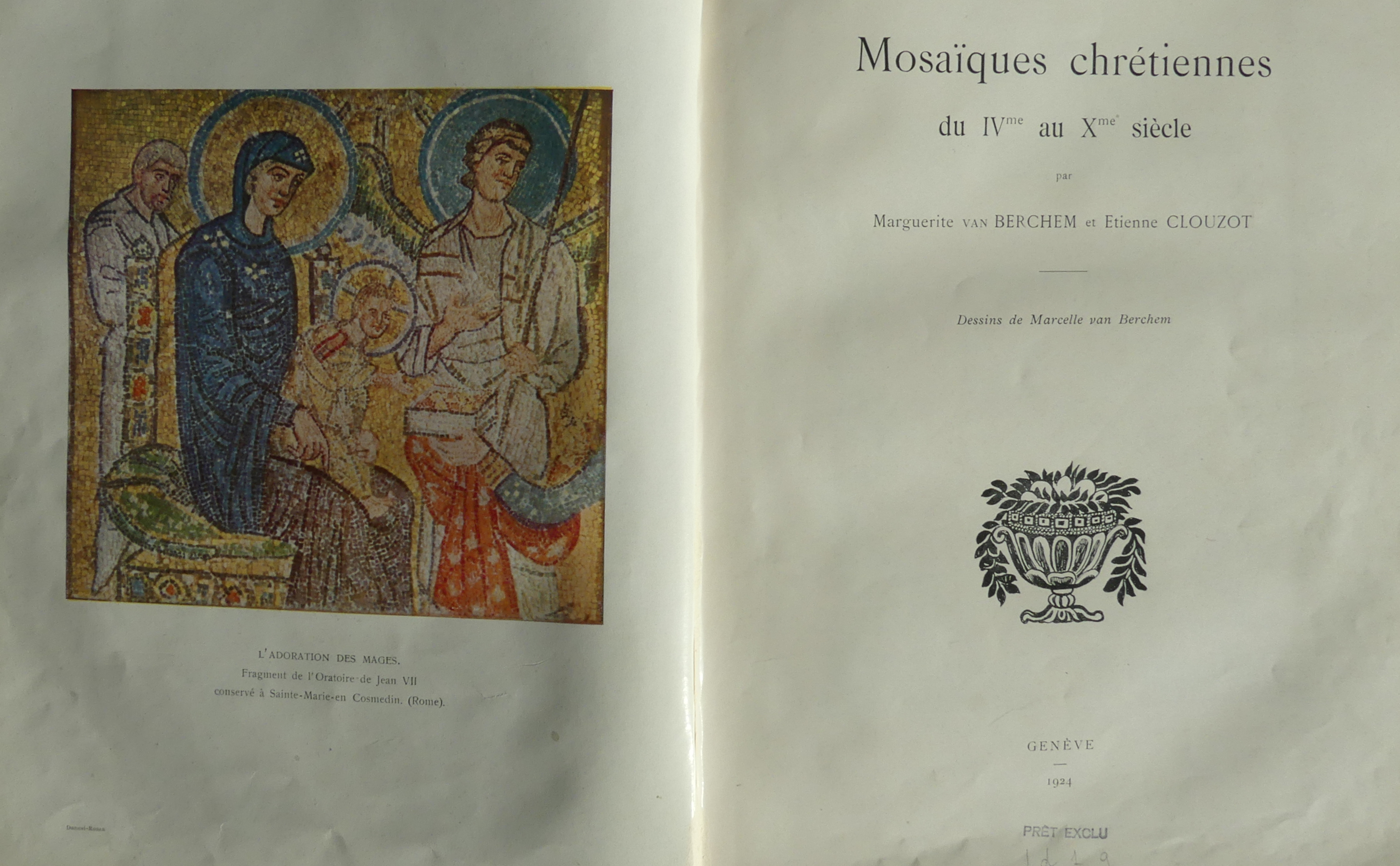
Mosaïques chrétiennes du IVme au Xme siècle

In der Folge vertraute der Architekturhistoriker K. A. C. Creswell van Berchem die Untersuchungen zu den Mosaiken im Felsendom von Jerusalem und in der Umayyaden-Moschee von Damaskus an. Der britische Orientalist hatte für die Occupied Enemy Territory Administration (OETA) – die gemeinsame britische, französische und arabische Militärverwaltung über die levantinischen Provinzen des ehemaligen Osmanischen Reiches zwischen 1917 und 1920 – als Inspektor für Baudenkmäler freundliche Verbindungen zu Max van Berchem gepflegt, den er nach eigenen Angaben bewunderte. Marguerite van Berchems Beitrag über die beiden Stätten, in denen bereits ihr Vater ausgiebig geforscht hatte, erschien 1932 unter eigenem Namen im ersten Band von Creswells Werk Early Muslim Architecture.
Obwohl van Berchem ihr Wirken während der Zwischenkriegszeit in erster Linie der Wissenschaft widmete, engagierte sie sich daneben auch weiterhin für das IKRK. So repräsentierte sie mit Marguerite Frick-Cramer und Lucie Odier, einer weiteren IKRK-Pionierin, die Organisation auf der 15. Internationalen Rotkreuzkonferenz in Tokio im Jahr 1934. Dort ging es vor allem um den völkerrechtlichen Schutz von inhaftierten Zivilpersonen.
Bis zum Ausbruch des Zweiten Weltkrieges war van Berchems Lebensmittelpunkt offenbar vierzehn Jahre lang Rom.

### Zweiter Weltkrieg

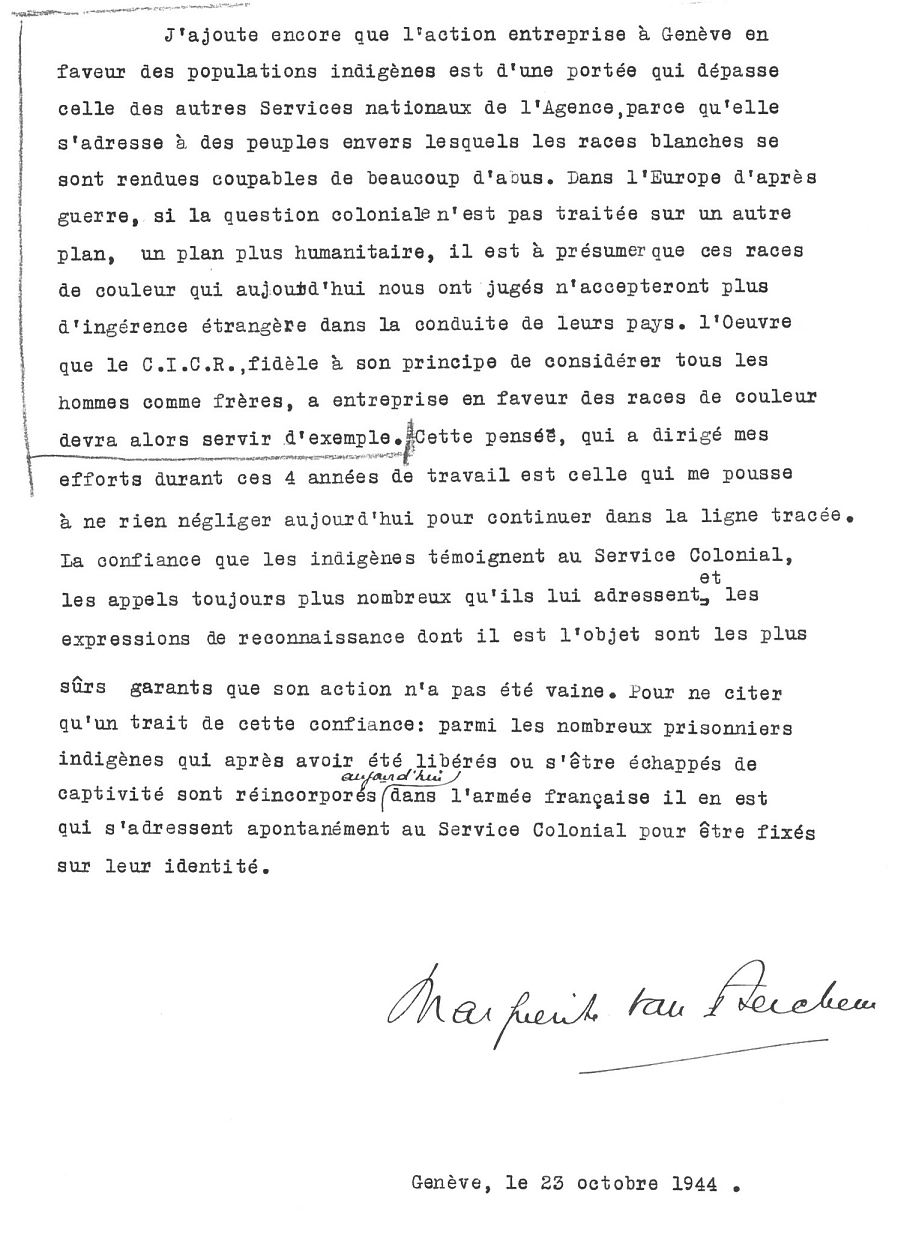
Der Brief vom 23. Oktober 1944 (aus den Beständen des Suchdienstes im Archiv des Internationalen Komitees vom Roten Kreuz)

Nach ihrer Rückkehr nach Genf engagierte sich van Berchem alsbald in der Zentralstelle für Kriegsgefangene des IKRK. Diese war der Nachfolger der IPWA aus dem Ersten Weltkrieg und basierte völkerrechtlich auf den Genfer Konventionen in der Fassung von 1929. 1940/41 spielte van Berchem die entscheidende Rolle bei der Schaffung einer eigenen Abteilung für die Zehntausenden Kriegsgefangenen aus den französischen Kolonien, die dadurch Nachrichten ihrer Familien und Hilfspakete erhielten. Um die Herausforderungen dieser Aufgabe zu meistern, rekrutierte sie Fachleute, die in den Kolonien gelebt hatten. Ab 1943 leitete sie außerdem die Hilfssektionen der Agentur, die mit zuletzt mehr als tausend Freiwilligen über 24 Schweizer Städte verteilt waren.

Im Herbst 1944 unterbrach der Krieg den Kontakt zwischen dem Kolonialdienst und den französischen Partnerorganisationen. Van Berchem warb daraufhin in einem Brief an das aus einer alten Genfer Bankiersfamilie stammende Komiteemitglied Albert Lombard dafür, mit einer Mission nach Paris die Kontinuität der Abteilung zu gewährleisten, und argumentierte dazu, dass
«die Arbeit, die in Genf für einheimische Menschen in den Kolonien unternommen wurde, einen Einfluss über den der anderen nationalen Abteilungen hinaus hatte, da sie auf Menschen ausgerichtet war, denen von Weißen viel Leid angetan wurde».
Zwar wurde das IKRK später scharf dafür kritisiert, dass sein Präsident Max Huber, der auch in der Rüstungsindustrie tätig war, eine ambivalente Rolle spielte und das nationalsozialistische System der Vernichtungs- und Konzentrationslager nicht öffentlich verurteilte. Dennoch ehrte das Nobelkomitee 1944 das IKRK mit seinem zweiten Friedensnobelpreis nach 1917. Wie im Ersten Weltkrieg war dies der erste Preis überhaupt, den es nach Kriegsbeginn vergab. Van Berchem hatte abermals ihren Beitrag zu dem geleistet, was das Nobelkomitee würdigte, nämlich 
«die großartige Arbeit, die das IKRK während des Krieges für die Menschheit leistete».
In der Rückschau auf den Zweiten Weltkrieg betonte van Berchem kurz nach dessen Ende in einer Publikation ihre Überzeugung,
«dass Unterschiede in Rasse, Sprache und Religion keine Faktoren sind, die die Völker trennen sollten, sondern dass es Gesetze und tiefe Verbindungen gibt, die diese Vielfalt zu einem Reichtum machen können.»

### Nach 1945

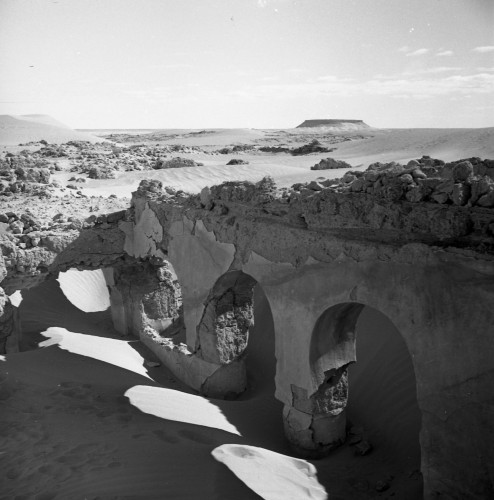
Sedrata – Foto aus van Berchems Projekt

Wie nach dem Ersten Weltkrieg widmete sich van Berchem in den ersten Jahren nach dem Zweiten Weltkrieg wieder verstärkt der Wissenschaft. Dabei kamen ihr die Kontakte in die französischen Kolonien Nordafrikas zugute, die sie in der Zentralstelle geknüpft hatte:

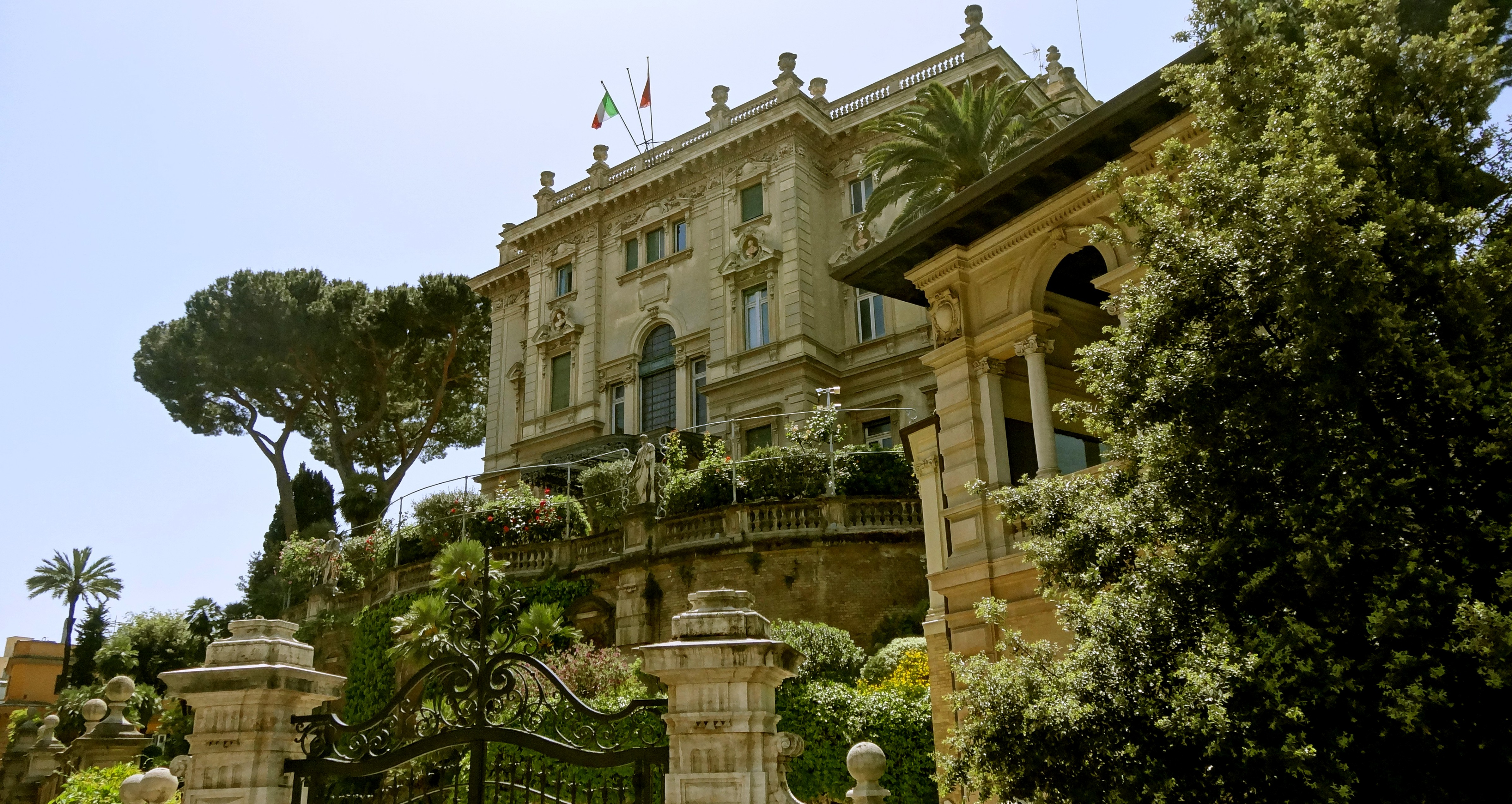
Die Villa Maraini

So unternahm sie noch 1946 eine Reise nach Marokko und Algerien. In Algier fiel ihr Interesse auf Stuck-Kunstwerke im Nationalmuseum für Altertümer und Islamische Kunst. Diese stammten aus Sedrata, einer historischen Stätte rund 800 km südlich von Algier nahe der Oase von Ouargla in der algerischen Sahara. Dort gab es im 10. und 11. Jahrhundert eine prosperierende Berber-Stadt, deren Ruinen am Ende des 19. Jahrhunderts von französischen Archäologen teilweise ausgegraben worden waren, danach aber wieder vom Wüstensand zugedeckt wurden.
1948 kehrte van Berchem zunächst nach Rom zurück, wo sie de facto als Gründungsdirektorin des Istituto Svizzero di Roma (ISR) fungierte. Der Schweizerische Bundesrat hatte im Vorjahr das Kulturinstitut gestiftet, das unter van Berchem seinen Sitz in der Villa Maraini auf dem Pincio einrichtete und 1949 eröffnet wurde. Die Villa hatte die aus dem Tessin stammende Carolina Maraini-Sommaruga (1869–1959) gespendet, die auch eine Mäzenin des italienischen Roten Kreuzes war.

Nach diesem Intermezzo unternahm van Berchem 1949 eine zweite Reise nach Algerien und ein Jahr später eine Erkundungsmission nach Sedrata selbst. Es folgten zwei archäologische Expeditionen: während der ersten Kampagne, die von Ende 1950 bis Anfang 1951 stattfand, ließ van Berchem mit Mitteln der Luftbildarchäologie das Gelände mit seinen Straßen und Kanälen vermessen sowie Bohrungen nach Wasservorkommen durchführen. Bei zeitlich stark begrenzten ersten Ausgrabungen legte ihr Team ein großes Haus frei, das mit Bögen und Säulen dekoriert war. Die zweite Kampagne, die von Ende 1951 bis Anfang 1952 stattfand, förderte einen Wohnkomplex zutage, der reich mit Stuckpanelen geschmückt war. Fünfzig Kisten mit Funden ließ van Berchem nach Algier schicken. Ihre weiteren Pläne musste sie allerdings infolge des 1954 entbrannten Algerienkriegs um die Unabhängigkeit von Frankreich aufgeben. Ein großer Teil der Forschungsergebnisse wurde erst posthum veröffentlicht. 

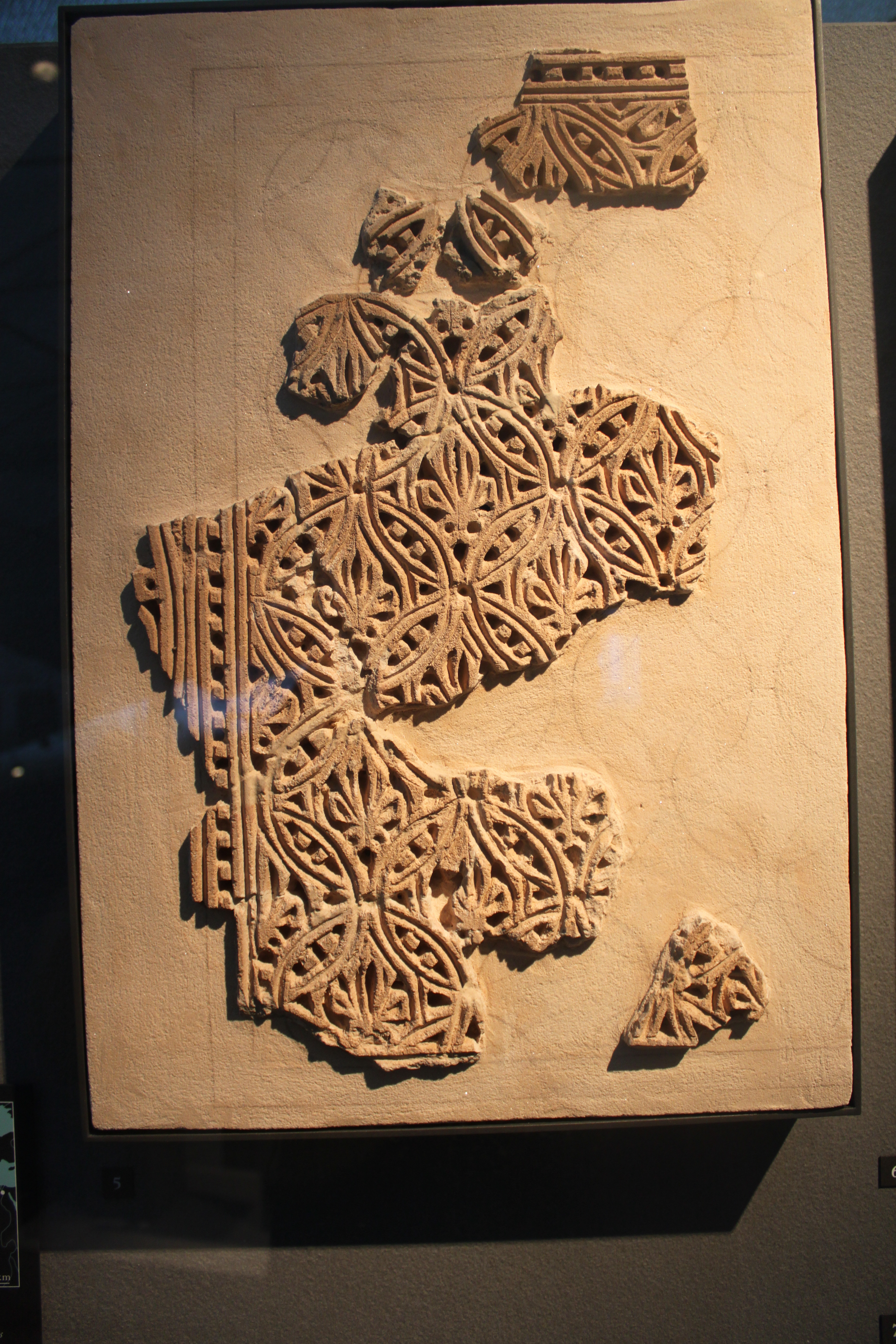
Stuck aus Sedrata im Louvre, von van Berchems Team ausgegraben

Vor diesem Hintergrund wandte sich van Berchem wieder verstärkt ihrem Engagement beim IKRK zu. Bereits Ende 1951 war sie in der Nachfolge von Suzanne Ferrière als Mitglied in dessen Versammlung gewählt worden. Bis dahin hatten nur wenige Frauen wie Marguerite Frick-Cramer, Pauline Chaponnière-Chaix, Suzanne Ferrière, Lucie Odier und Renée Bordier dem Gremium angehört. Van Berchem folgte damit auch ihrem Cousin, dem Bankier René van Berchem, der von 1945 bis 1955 amtierte. Marguerite van Berchem blieb 18 Jahre lang ordentliches Mitglied. In dieser Zeit unternahm sie u. a. Missionen nach Nepal und Jordanien.
1963 sprach das Nobelkomitee dem IKRK seinen dritten Friedensnobelpreis nach 1917 und 1944 zu. Es ist damit bis heute die einzige Organisation, die derart oft diese höchste Ehrung erhalten hat. Als Mitglied der IKRK-Versammlung hatte van Berchem auch zu dieser Auszeichnung ihren Beitrag geleistet.
1966 heiratete van Berchem den Bankier Bernard Gautier, der ein Enkel von Augusta Berthout van Berchem und damit ein Cousin von Marguerites Halbgeschwistern war. Zugleich war eine Urgroßmutter van Berchems eine geborene Gautier. Die enge Verflochtenheit der Genfer Patrizierfamilien, die Gautier-van Berchems Selbstverständnis entsprach, zeigt auch die Tatsache, dass 1969 der Bankier Marcel Naville – ein Enkel des früheren IKRK-Vizepräsidenten Édouard Naville, der der Schwiegervater von Gautier-van Berchems Onkel Victor van Berchem war – zum neuen IKRK-Präsidenten gewählt wurde.

Im Juli 1969 unternahm Gautier-van Berchem im Alter von 77 Jahren eine weitere IKRK-Mission, als sie mit einem IKRK-Delegierten in einem Zürcher Gefängnis drei Angehörige der Volksfront zur Befreiung Palästinas (PFLP) besuchte, die für das Attentat in Kloten inhaftiert waren. Bei dem Anschlag auf ein El-Al-Flugzeug starben der Copilot und ein Attentäter, während mehrere Israelis schwer verletzt wurden. 

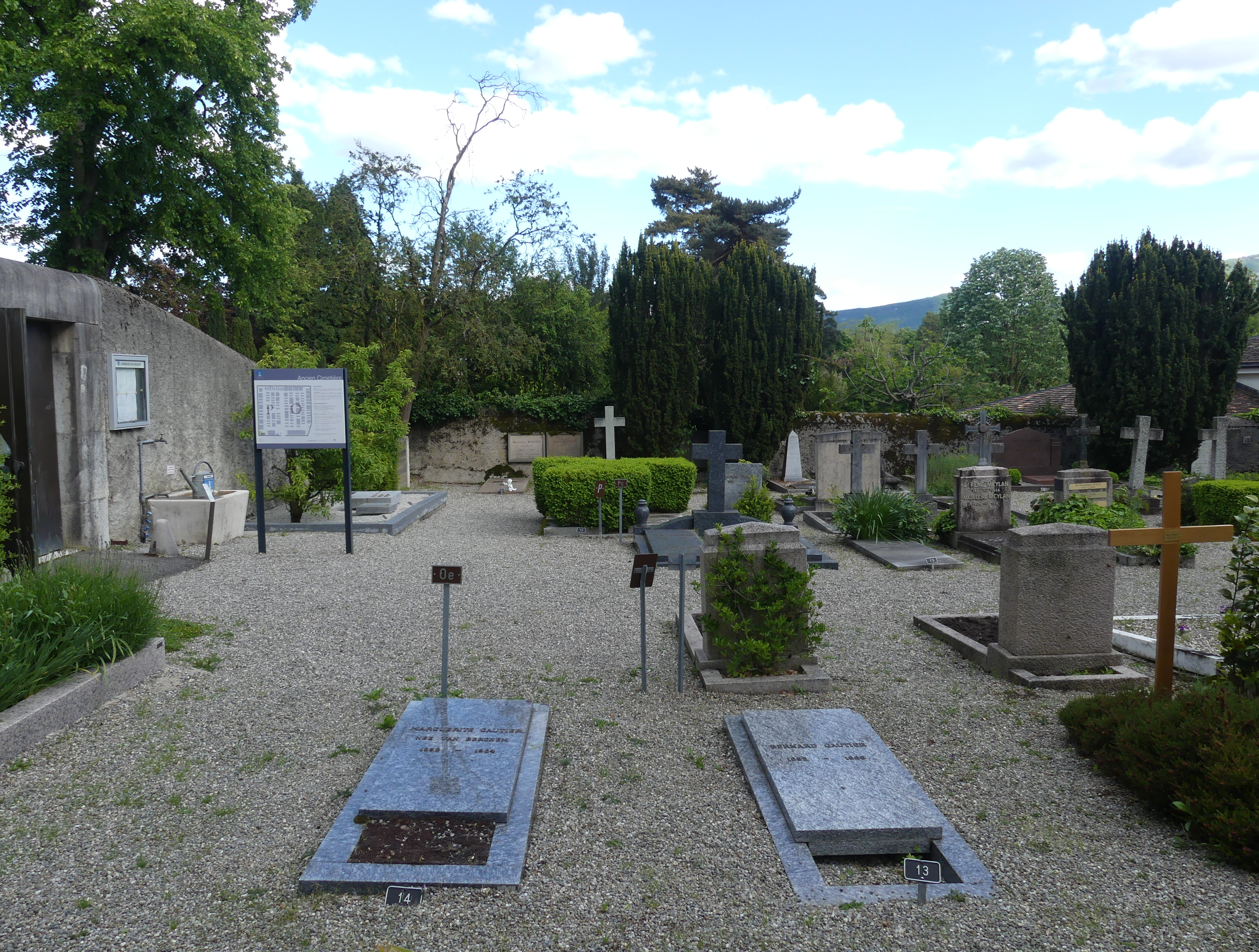
Gautier-van Berchems Grab (links vorne). Im Hintergrund kennzeichnet ein weißer Obelisk Max van Berchems Grab.

Im gleichen Jahre trat Gautier-van Berchem von ihrer regulären IKRK-Mitgliedschaft zurück und wurde stattdessen zum Ehrenmitglied ernannt. Bis wenige Jahre vor ihrem Tod nahm sie regelmäßig und aktiv an den Sitzungen der Versammlung teil. Darüber hinaus engagierte sie sich finanziell für den Fonds, der notleidenden IKRK-Pensionärinnen und -Pensionären zugutekam.

Als Gautier-van Berchem im Januar 1984 im Alter von fast 92 Jahren starb, schrieb der frühere IKRK-Vizepräsident Jean Pictet, der als der „Vater“ der Genfer Konvention von 1949 für den Schutz von Kriegsopfern gilt und aus der ältesten Genfer Familie stammte, in einem im Journal de Genève erschienenen Nachruf:
«Als einheimische Genferin verkörperte sie auf bewundernswerte Weise den ‹Geist von Genf›, nachdenklich und reserviert, bereitwillig rebellisch und gallig, aber auch großzügig und fähig, gute Anliegen zu entfachen. Sie war die Erbin dieser wissenschaftlichen und humanistischen Tradition, die – aristokratisch wie für die Massen – das gemeinsame Erbe der Genfer Bevölkerung ist.»
Ihr Ehemann starb im Dezember des gleichen Jahres im Alter von 92 Jahren. Beide sind auf dem Ancien Cimetière  von Cologny begraben, wo sich auch die letzte Ruhestätte des Vaters von Gautier-van Berchem befindet.

## Nachleben
1973 schenkte Gautier-van Berchem, die keine direkten Erben hatte, die 1715 erbaute Villa Saladin-van Berchem dem Schweizer Staat. Das Haus, das über sieben Generationen lang das Eigentum der Familie Saladin war, hatte Max van Berchem geerbt. Gautier-van Berchem übernahm es 1955, offenbar indem sie ihren Halbgeschwistern deren Erbanteil auszahlte. Da sie nicht wollte, dass das Anwesen mit seinem großen Park, das vom Plateau de Frontenex in Cologny den Genfersee überblickt, in ausländische Hände fällt, vermachte sie es dem Bundesrat. Sie tat dies unter der Bedingung, dass das Bauensemble unveränderlich bliebe. Die Villa dient seither als Residenz für den ständigen Repräsentanten der Schweiz beim Büro der Vereinten Nationen in Genf.
Ebenfalls 1973 wurde auf Initiative von Gautier-van Berchem die Max van Berchem-Stiftung gegründet, die ihren Sitz im Genfer Stadtteil Champel hat. Sie dient zum einen in Kooperation mit der Bibliothek von Genf als Archiv für den wissenschaftlichen Nachlass Max van Berchems und mit einer spezialisierten Büchersammlung als Dokumentationszentrum für arabische Epigraphik. Zum anderen finanziert die Stiftung archäologische Expeditionen, Rechercheprojekte und Studien zu islamischer Kunst und Architektur in einer Vielzahl von Ländern, auch außerhalb der arabischen Welt. Empfehlungen für die Vergabe der Mittel erteilt ein wissenschaftliches Komitee, das 1985 geschaffen wurde. Dem Gremium gehören (Stand: März 2021) zehn internationale Fachleute an, darunter ein Mitglied der Familie van Berchem. Der Stiftungsrat besteht aus vier Mitgliedern der Familien van Berchem und Gautier sowie dem Vorsitzenden des wissenschaftlichen Rates.

Zum einhundertsten Todestag von Max van Berchem feierte das Genfer Musée d’art et d’histoire vom 16. April bis zum 6. Juni 2021 Gautier-van Berchems Vater in Kooperation mit der Stiftung und der Bibliothek von Genf mit einem Blick auf seine Persönlichkeit, seinen Bezug zum lokalen Kulturerbe und seinen Beitrag zum Verständnis der Islamischen Kunst. Die Ausstellung trug den Titel 
«L'aventure de l'épigraphie arabe» (das Abenteuer der arabischen Epigraphik).

## Schriften (Auswahl)

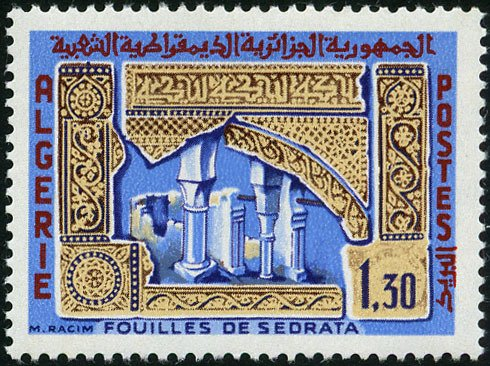
Algerische Sedrata-Sondermarke von 1967

- mit Étienne Clouzot: Mosaïques chrétiennes du IVme au Xme siècle. Genf 1924.
- The Mosaics of the Dome of the Rock at Jerusalem and of the Great Mosque at Damascus. In: Keppel Archibald Cameron Creswell: Early Muslim Architecture. Band 1. Oxford 1932, S. 152–252.
- Les Sections auxiliaires du Comité international de la Croix-Rouge. Genf 1946.
- Deux campagnes de fouilles à Sedrata en Algérie. In: Comptes rendus des séances de l’Académie des Inscriptions et Belles-Lettres 1952, S. 242–246 (Digitalisat).
- Sedrata. Un chapitre nouveau de l’histoire de l’art Musulman. Campagnes de 1951 et 1952. In: Ars Orientalis. Bd. 1, 1954, S. 157–172
- Sedrata et les anciennes villes berbères du Sahara dans les récits des explorateurs du XIXème siècle. In: Bulletin de l’Institut Français d’Archéologie Orientale Bd. 59, 1960, S. 289–308
- Palmettes, rosaces et bordures dans les décors de Sedrata, Sahara Algérien, XIe et XIIe siècles. In: L. A. Mayer Memorial Volume (1895–1959) (= Eretz Israël. Archaeological, Historical and Geographical Studies. Bd. 7). Jerusalem 1964, S. 6–16.
- Le palais de Sedrata dans le désert saharien. In: Studies in Islamic Art and Architecture, in honour of Professor K.A.C. Creswell. Kairo 1965, S. 8–29.
- Anciens décors de mosaïques de la salle de prière dans la Mosquée des Omayyades à Damas. In: Mélange offerts à M. Maurice Dunand (= Mélanges de l’Université Saint-Joseph. 46). Beirut 1970, S. 287–304.
- mit Solange Ory: La Jérusalem musulmane dans l’œuvre de Max van Berchem. Lausanne 1978.
  - englisch: Muslim Jerusalem in the Work of Max van Berchem. Fondation Max van Berchem, Genf 1982.

Eine ausführliche Publikationsliste mit 31 Titeln findet sich im Bibliothekskatalog der Max-van-Berchem-Stiftung (PDF).